# Micrabraxas anisonoma
Micrabraxas anisonoma là một loài bướm đêm trong họ Geometridae.